# Heinz-Günter Sibilski
Heinz-Günter Sibilski (* 16. August 1941; † November 1975) war ein deutscher Fußballspieler.

## Werdegang
Der Mittelfeldspieler Heinz-Günter Sibilski wurde in der Jugend von Borussia Dortmund ausgebildet und spielte in der Saison 1962/63 für den Dortmunder SC 95. Er absolvierte alle 30 Saisonspiele und erzielte dabei sechs Tore. Die Dortmunder verpassten allerdings die Qualifikation zur neu geschaffenen Regionalliga West nach einer 1:4-Niederlage am letzten Spieltag bei Arminia Bielefeld. Sibilski wechselte daraufhin zur Arminia, die sich durch den Sieg gegen Dortmund für die Regionalliga qualifizieren konnten. Er spielte bis 1965 für Bielefeld und erzielte in 32 Regionalligaspielen zwei Tore. Anschließend wechselte er zu Preußen Münster und machte dort 31 Regionalligaspiele, bei denen er einmal traf. Im Sommer 1967 verließ er Münster mit unbekanntem Ziel.
Im Juli 1975 stellte der Landesligist VfL Mennighüffen Silbilski als Trainer vor. Im November des Jahres wurde Sibilski auf der Rückreise von einem Spiel in Rehme bei Bad Oeynhausen in einen Autounfall verwickelt. Er starb später an den schweren inneren Verletzungen.